# Мо
Вижте пояснителната страница за други значения на Мо.
Мо (на френски: Meaux) е град в северна Франция, административен център на окръг Мо в департамент Сен е Марн на регион Ил дьо Франс. Населението му е около 54 000 души (2015).
Разположен е на 50 метра надморска височина в Парижкия басейн в завой на река Марна, на 50 километра северно от Мелюн и на 40 километра източно от центъра на Париж. Селището съществува от Античността, когато е столица на галското племе мелди, а по-късно е център на историческата област Бри. Мо е център на агломерация с население 72 000 души (2011), включваща още предградията Вилноа, Крежи ле Мо, Нантьой ле Мо, Поанси и Трилпор.

## Известни личности
Родени в Мо
- Абдеррахман Кабус (р. 1983), футболист

Починали в Мо
- Себастиан дьо Бросар (1655 – 1730), композитор
- Филип дьо Витри (1291 – 1361), композитор